# Плачущая пещера
«Плачущая пещера» (каз. Жылаған Ата) находится у подножия гор Каратау, неподалёку от Кентау в Туркестанской области.
Вход в пещеру находится на высоте 15 метров над маленькой рекой. Пещера представляет собой большой грот, из которого течёт родник. Вода из него течёт, только когда человек с чистой душой и благими намерениями читает Коран. Иногда вода бежит сразу, как только люди начинают читать молитву.
Существует предание о том, что здесь жили пожилые супруги. Они никогда не имели детей. И обратились к Всевышнему с просьбой послать ребёнка, чтобы утешил их в старости. Услышав молитву, Аллаһ поставил супругам условие: семь лет носить матери своего долгожданного ребёнка в кожаном мешке, пока он не встанет на ноги. Долго носила пожилая женщина нелегкую ношу. Но, однажды не выдержав, взмолилась, что не по силам ей такое испытание и в этот момент не рождённый младенец выпорхнул из кожаного мешка. Он удалился в расщелины скал и исчез в пещере на вершине горы. Отец, убитый горем, рыдал горько и безутешно. На том месте возник водопад из его слез. В пещере Жылаған-Ата часто остаются ночевать семейные пары, которые хотят завести ребёнка.